# Llano de Barcelona

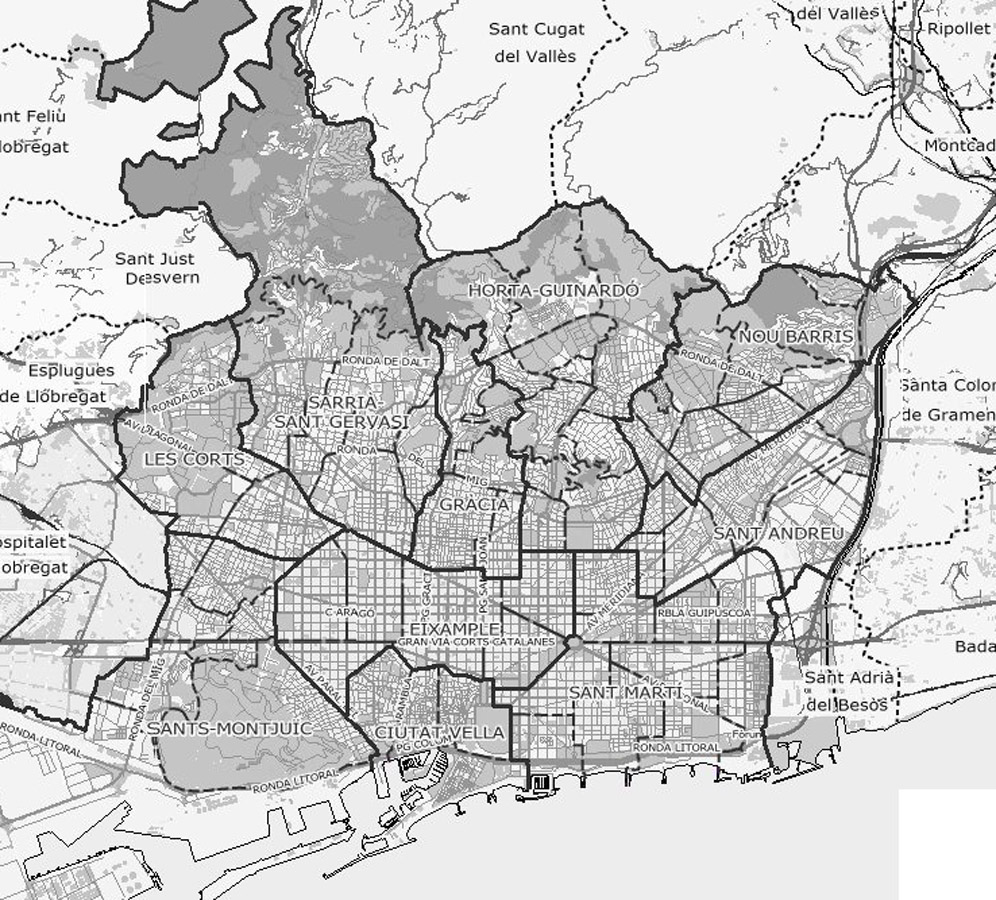
Plano de Barcelona.

Evolución de la línea de la costa en el distrito de Ciutat Vella.

El llano de Barcelona (en catalán: Pla de Barcelona) es una llanura situada en la comarca del Barcelonés, en Cataluña (España). Limita con el mar Mediterráneo, la sierra de Collserola y los deltas de los ríos Llobregat y Besós. Su situación geográfica se ubica entre los 41° 16' y 41° 30' norte de latitud y entre los 1° 54' y 2° 18' este de longitud. Con una superficie de 102,16 km², la llanura comprende unos 11 km de largo y 6 de ancho.
Tradicionalmente se denominaba así a la zona comprendida entre el casco antiguo de Barcelona y las estribaciones iniciales de la sierra de Collserola (colinas de la Peira, la Rovira, el Carmelo, la Creueta del Coll, el Putxet y Monterols).
El llano de Barcelona se encuentra en una falla que va desde Montgat hasta el Garraf, originada en el paleozoico. El terreno está formado por sustratos de pizarras y formaciones graníticas, así como arcillas y piedras calcáreas. La costa estaba ocupada antiguamente por marismas y albuferas, que desaparecieron al ir avanzando la línea de costa gracias a las sedimentaciones aportadas por los ríos y torrentes que desembocaban en la playa; se calcula que desde el siglo VI a. C. la línea de costa ha podido avanzar unos 5 km. La zona del llano estaba antiguamente surcada por numerosos torrentes y rieras, que se agrupaban en tres sectores fluviales: la riera de Horta en la zona cercana al río Besós (o zona de levante); la riera Blanca y el torrente Gornal en la zona del Llobregat (o zona de poniente); y, en la zona central del llano, un conjunto de rieras procedente de la vertiente meridional del Tibidabo, como las rieras de Sant Gervasi, Vallcarca, Magòria y Collserola.
El clima es mediterráneo, de inviernos suaves gracias a la protección que la orografía del terreno ofrece al llano, que queda resguardado de los vientos del norte. La temperatura suele oscilar entre los 9,5 °C y los 24,3 °C, como media. Presenta poca pluviometría, unos 600 mm anuales, y la mayoría de precipitaciones se produce en primavera y otoño. Esta escasez provocó que antaño se tuviesen que hacer numerosas obras para abastecer de agua la ciudad, entre pozos, canales y acequias. La vegetación propia de la zona está compuesta principalmente por pinos y encinas, y sotobosque de brezo, durillo, madroño y plantas trepadoras. Antaño se practicó la agricultura tanto de secano como de regadío —principalmente viñas y cereales—, si bien hoy día la práctica totalidad de la superficie está construida.
El llano mantuvo su integridad como zona básicamente agrícola hasta prácticamente el siglo XIX, ya que la ciudad estaba encerrada dentro de sus murallas, y la zona colindante estaba protegida como terreno de protección de la ciudad. Esto comportó un gran aumento de la densidad poblacional, lo que conllevó graves riesgos de salud pública, hasta que en 1854 se derribaron las murallas y comenzó la expansión de la ciudad, favorecida por el nuevo plan de Ensanche del perímetro urbano diseñado por Ildefonso Cerdá; hoy día el distrito del Ensanche ocupa gran parte del terreno del llano de Barcelona.